# Ahmet Börtücene
Ahmet Doğan Börtücene (* 1947 in Istanbul; † 2. Juni 2016 in New York City) war ein türkischer Fußballspieler und Fußballtrainer. Durch seine langjährige und ausschließliche Tätigkeit für Beşiktaş Istanbul wird er mit diesem Verein in Verbindung gebracht. Er spielte in jener Zeit für Beşiktaş, in der der Klub 15 Spielzeiten lang die Türkische Meisterschaft nicht gewinnen konnte.

## Spielerkarriere

### Verein
Bötürcene wuchs im Istanbuler Stadtteil Bakırköy auf und begann hier in der Nachwuchsabteilung vom örtlichen Amateurverein Zuhuratbaba Yüce SK mit dem Vereinsfußball. 1969 besuchte mit Süleyman Seba ein Vereinsfunktionär von Beşiktaş Istanbul das Training von Bötürcenes Mannschaft und wollte sich einen Spieler näher ansehen. Auf Empfehlung des Vereinspräsidenten von Zuhuratbaba Yüce sah sich Seba auch Bötürcene näher an und transferierte diesen gegen eine Ablösesumme von 2.500 Türkischer Lira zu Beşiktaş. Nachdem er eine Saison in der Jugend von Beşiktaş gespielt hatte, wurde er zur Rückrunde der Saison 1970/71 vom damaligen Cheftrainer Dumitru Teoderescu in den Profikader aufgenommen. Sein Debüt für die Profimannschaft gab er bei der Erstligabegegnung des 2. Spieltags vom 27. September 1970 gegen den İstanbulspor. Im weiteren Saisonverlauf absolvierte Börtücene drei Ligaspiele. Nachdem die Mannschaft die Saison auf dem 6. Tabellenplatz beendet hatte und damit hinter den Erwartungen geblieben war, wurde zur neuen Saison Teoderescu durch den türkischen Cheftrainer Gündüz Kılıç ersetzt. Dieser verzichtete die ersten fünf Spieltage der Saison gänzlich auf Bötürcene und ließ ihn in der Partie vom 24. Oktober 1971 in der Auswärtspartie gegen Göztepe Izmir überraschend auf der Position des rechten Verteidigers auflaufen. Bötürcene spielte bis dato überwiegend im Mittelfeld. Auf dieser Position überzeugte er derart, dass Gündüz Kılıç nach dem 2:1-Sieg seiner Mannschaft gegen Göztepe sagte: „Wir haben nicht ein Spiel, sondern einen neuen Rechtsverteidiger gewonnen“ (türkisch: Bir maç değil, yeni bir sağ beki kazandık). Nach dieser Partie war er unter diesem Trainer gesetzt und behielt diesen Stammplatz auch die nächsten sechs Spielzeiten lang.
Börtücene spielte insgesamt neun Spielzeiten für Beşiktaş und erlebte gerade die Spielzeiten, in denen erst Galatasaray Istanbul mit drei türkischen Meisterschaften in Folge den türkischen Fußball dominierte und anschließend Trabzonspor mehrere Meisterschaften in Folge gewann. Dazwischen erlangte auch Fenerbahçe Istanbul einige Meisterschaften, sodass Börtücene mit Beşiktaş ohne Meistertitel blieb. Zum Saisonende 1973/74 gelang nach sechs titellosen Spielzeiten mit dem Gewinn des Türkischen Supercups und des Premierminister-Pokals wieder ein Titelgewinn. Zwar wurde man in dieser Zeit zweimal TSYD-Pokalsieger, jedoch wurde diesem Pokal kein großes Prestige zugesprochen.
Die Saison 1974/75 beendete man die Süper Lig erneut enttäuschend auf dem fünften Tabellenplatz, konnte aber das erste Mal in der Vereinshistorie den türkischen Fußballpokal gewinnen. Nach diesem Erfolg spielte Börtücene vier weitere Spielzeiten, verlor aber in ab der Spielzeit 1976/77 Spielzeiten seinen Stammplatz und konnte mit seinem Klub lediglich in der Saison 1976/77 mit dem Premierminister-Pokal einen Titel holen. Mit dem Ende der Saison 1978/79 verabschiedete sich Börtücene mit einem am 2. August 1979 gegen Rizespor ausgetragenen Abschiedsspiel von der Fußballbühne.

### Nationalmannschaft
Börtücene begann seine Nationalmannschaftskarriere 1972 mit einem Einsatz für die türkische U-21-Nationalmannschaft. Im gleichen Jahr absolvierte er drei weitere U-21-Länderspiele.
Görgülü im Rahmen eines Qualifikationsspiels der WM 1974 gegen die Luxemburgische Nationalmannschaft in den Kader für die türkische A-Nationalmannschaft nominiert und gab in der Begegnung vom 22. Oktober 1972 sein A-Länderspieldebüt. Bis zum Januar 1974 absolvierte er vier weitere Länderspiele.
Mit der türkischen A-Auswahl nahm er am RCD-Pokal 1974 teil und wurde mit ihr Turniersieger.

### Nach dem Sport
Nach seiner Fußballkarriere ließ sich Börtücene 1980 zunächst ohne gültigen Aufenthaltstitel in der US-Metropole New York City nieder. Hier schlug er sich erst mit Gelegenheitsjobs wie Tankwart durch. Anschließend heiratete er eine Amerikanerin und wurde Fahrer in einem Limousinenservice. Später lebte und pendelte er zwischen New York und Istanbul.

## Trainerkarriere
Ab 1998 arbeitete Börtücene beim Istanbuler Verein Sapanca Gençlikspor für anderthalb Jahre als Cheftrainer. Anschließend war er ab dem Jahr 2000 für seinen früheren Verein Beşiktaş Istanbul Nachwuchstrainer und wechselte im Sommer 2002 als Cheftrainer zu Gebzespor. Zwischen 2005 und 2011 arbeitete in verschiedenen Bereichen für den Nachwuchs bei Beşiktaş.

## Tod
Am 2. Juni 2016 informierte Börtücenes früherer Klub Beşiktaş Istanbul über eine Pressemitteilung über dessen Tod. Laut Mitteilung verstarb er in seinem letzten Wohnort New York City und wurde in den Vereinigten Staaten beigesetzt.

## Erfolge
Mit Beşiktaş Istanbul
- Türkischer Pokalsieger: 1974/75
- Präsidenten-Pokalspieler: 1973/74
- Premierminister-Pokalsieger: 1973/74, 1976/77
- TSYD-Istanbul-Pokalsieger: 1971/72, 1972/73, 1974/75

Mit der türkischen Nationalmannschaft
- Goldmedaillengewinner im RCD-Pokal: 1974